# Llista d'especialitats 22 de la Nomenclatura de la UNESCO
Llista d'especialitats del camp 22 (Física) de la Nomenclatura de la UNESCO:
| Disciplina                   | Codi      | Especialitat                                                                  |
| ---------------------------- | --------- | ----------------------------------------------------------------------------- |
| 2201 Acústica                | 2201.01   | Propietats acústiques dels sòlids                                             |
| 2201 Acústica                | 2201.02   | Acústica arquitectònica                                                       |
| 2201 Acústica                | 2201.03   | Física de l'audició (vegeu 2411.13)                                           |
| 2201 Acústica                | 2201.04   | Física de la música (vegeu 6203.06)                                           |
| 2201 Acústica                | 2201.05   | Soroll (vegeu 2501.04)                                                        |
| 2201 Acústica                | 2201.06   | Ones de xoc                                                                   |
| 2201 Acústica                | 2201.07   | Sonar (vegeu 3307.15)                                                         |
| 2201 Acústica                | 2201.08   | Física de la dicció (vegeu 5701.10 i 5705.06)                                 |
| 2201 Acústica                | 2201.09   | Ultrasons (vegeu 3307.22)                                                     |
| 2201 Acústica                | 2201.10   | Sons subaquàtics (vegeu 2510.11)                                              |
| 2201 Acústica                | 2201.11   | Vibracions (vegeu 3301.11)                                                    |
| 2201 Acústica                | 2201.99   | Altres (especifiqueu)                                                         |
| 2202 Electromagnetisme       | 2202.01   | Conductivitat elèctrica                                                       |
| 2202 Electromagnetisme       | 2202.02   | Magnituds elèctriques i mesura                                                |
| 2202 Electromagnetisme       | 2202.03   | Electricitat                                                                  |
| 2202 Electromagnetisme       | 2202.04   | Ones electromagnètiques (vegeu 2212.13)                                       |
| 2202 Electromagnetisme       | 2202.05   | Raigs gamma                                                                   |
| 2202 Electromagnetisme       | 2202.06   | Radiació infraroja, visible i ultraviolada (vegeu 2209.09, 2209.22 i 2209.23) |
| 2202 Electromagnetisme       | 2202.07   | Interacció d'ones electromagnètiques amb la matèria                           |
| 2202 Electromagnetisme       | 2202.08   | Magnetisme                                                                    |
| 2202 Electromagnetisme       | 2202.09   | Propagació d'ones electromagnètiques (vegeu 2105)                             |
| 2202 Electromagnetisme       | 2202.10   | Radioones i microones (vegeu 3307.08, 3307.12 i 3307.13)                      |
| 2202 Electromagnetisme       | 2202.11   | Superconductivitat (vegeu 2211.27)                                            |
| 2202 Electromagnetisme       | 2202.12   | Raigs X (vegeu 2101.15 i 3307.23)                                             |
| 2202 Electromagnetisme       | 2202.99   | Altres (especifiqueu)                                                         |
| \|2203 Electrònica           | 2203.01   | Circuits (vegeu 3307.03)                                                      |
| \|2203 Electrònica           | 2203.02   | Elements de circuits (vegeu 3307.03)                                          |
| \|2203 Electrònica           | 2203.03   | Tubs electrònics (vegeu 3307.05)                                              |
| \|2203 Electrònica           | 2203.04   | Microscòpia electrònica                                                       |
| \|2203 Electrònica           | 2203.05   | Estats de l'electró (vegeu 2211.10)                                           |
| \|2203 Electrònica           | 2203.06   | Transport d'electrons (vegeu 2211.11)                                         |
| \|2203 Electrònica           | 2203.07   | Circuits integrats (vegeu 3307.03)                                            |
| \|2203 Electrònica           | 2203.08   | Fotoelectricitat (vegeu 3307.09)                                              |
| \|2203 Electrònica           | 2203.09   | Piezoelectricitat                                                             |
| \|2203 Electrònica           | 2203.99   | Altres (especifiqueu)                                                         |
| 2204 Mecànica de fluids      | 2204.01   | Coloides (vegeu 2210.04)                                                      |
| 2204 Mecànica de fluids      | 2204.02   | Dispersions                                                                   |
| 2204 Mecànica de fluids      | 2204.03   | Flux de fluids                                                                |
| 2204 Mecànica de fluids      | 2204.04   | Mecànica de fluids (vegeu 2205.04)                                            |
| 2204 Mecànica de fluids      | 2204.05   | Gasos                                                                         |
| 2204 Mecànica de fluids      | 2204.06   | Fenòmens d'alta pressió (vegeu 2210.15 i 2213.03)                             |
| 2204 Mecànica de fluids      | 2204.07   | Ionització                                                                    |
| 2204 Mecànica de fluids      | 2204.08   | Líquids (vegeu 2210.18)                                                       |
| 2204 Mecànica de fluids      | 2204.09   | Dinàmica de fluids magnètics                                                  |
| 2204 Mecànica de fluids      | 2204.10   | Física de plasmes (vegeu 2208.09)                                             |
| 2204 Mecànica de fluids      | 2204.11   | Fluids quàntics                                                               |
| 2204 Mecànica de fluids      | 2204.99   | Altres (especifiqueu)                                                         |
| 2205 Mecànica                | 2205.01   | Mecànica analítica                                                            |
| 2205 Mecànica                | 2205.02   | Mecànica de medis continus                                                    |
| 2205 Mecànica                | 2205.03   | Elasticitat                                                                   |
| 2205 Mecànica                | 2205.04   | Mecànica de fluids (vegeu 2204.04)                                            |
| 2205 Mecànica                | 2205.05   | Fricció (vegeu 2211.30)                                                       |
| 2205 Mecànica                | 2205.06   | Teoria de molts cossos                                                        |
| 2205 Mecànica                | 2205.07   | Mesura de propietats mecàniques                                               |
| 2205 Mecànica                | 2205.08   | Plasticitat                                                                   |
| 2205 Mecànica                | 2205.09   | Mecànica de sòlids                                                            |
| 2205 Mecànica                | 2205.10   | Mecànica estadística (vegeu 1209)                                             |
| 2205 Mecànica                | 2205.99   | Altres (especifiqueu)                                                         |
| 2206 Física molecular        | 2206.01   | Radicals lliures (vegeu 2306.09)                                              |
| 2206 Física molecular        | 2206.02   | Molècules inorgàniques                                                        |
| 2206 Física molecular        | 2206.03   | Macromolècules                                                                |
| 2206 Física molecular        | 2206.04   | Molècules mesòniques i muòniques                                              |
| 2206 Física molecular        | 2206.05   | Feixos moleculars                                                             |
| 2206 Física molecular        | 2206.06   | Ions moleculars                                                               |
| 2206 Física molecular        | 2206.07   | Espectroscòpia molecular                                                      |
| 2206 Física molecular        | 2206.08   | Estructura molecular (vegeu 2210.20)                                          |
| 2206 Física molecular        | 2206.08-1 | Espectroscòpia làser                                                          |
| 2206 Física molecular        | 2206.09   | Molècules orgàniques                                                          |
| 2206 Física molecular        | 2206.10   | Polímers                                                                      |
| 2206 Física molecular        | 2206.99   | Altres (especifiqueu)                                                         |
| 2207 Física nuclear          | 2207.01   | Feixos atòmics                                                                |
| 2207 Física nuclear          | 2207.02   | Ions atòmics                                                                  |
| 2207 Física nuclear          | 2207.03   | Física atòmica                                                                |
| 2207 Física nuclear          | 2207.04   | Àtoms amb Z > 2                                                               |
| 2207 Física nuclear          | 2207.05   | Processos de col·lisió                                                        |
| 2207 Física nuclear          | 2207.06   | Faigs d'electrons                                                             |
| 2207 Física nuclear          | 2207.07   | Ressonància paramagnètica de l'electró                                        |
| 2207 Física nuclear          | 2207.08   | Ressonància d'espí electrònic                                                 |
| 2207 Física nuclear          | 2207.09   | Conversió d'energia                                                           |
| 2207 Física nuclear          | 2207.10   | Fissió nuclear (vegeu 3320.04)                                                |
| 2207 Física nuclear          | 2207.11   | Àtom d'heli                                                                   |
| 2207 Física nuclear          | 2207.12   | Àtom d'hidrogen                                                               |
| 2207 Física nuclear          | 2207.13   | Isòtops (vegeu 2305.06 i 07 i 3320.01 i 02)                                   |
| 2207 Física nuclear          | 2207.14   | Desintegració nuclear                                                         |
| 2207 Física nuclear          | 2207.15   | Energia nuclear                                                               |
| 2207 Física nuclear          | 2207.16   | Ressonància magnètica nuclear                                                 |
| 2207 Física nuclear          | 2207.17   | Reacció nuclear i dispersió                                                   |
| 2207 Física nuclear          | 2207.18   | Reactors nuclears (vegeu 3320.04 i 05)                                        |
| 2207 Física nuclear          | 2207.19   | Estructura nuclear                                                            |
| 2207 Física nuclear          | 2207.20   | Radioisòtops (vegeu 3320.01 i 02)                                             |
| 2207 Física nuclear          | 2207.21   | Fusió termonuclear (vegeu 2208.03 i 3320.05)                                  |
| 2207 Física nuclear          | 2207.90   | Física nuclear experimental de baixes energies                                |
| 2207 Física nuclear          | 2207.99   | Altres (especifiqueu)                                                         |
| 2208 Nucleònica              | 2208.01   | Manipulació de feixos                                                         |
| 2208 Nucleònica              | 2208.02   | Fonts de faigs                                                                |
| 2208 Nucleònica              | 2208.03   | Reactors de fusió (vegeu 2207.2l i 3320.05)                                   |
| 2208 Nucleònica              | 2208.04   | Nuclis                                                                        |
| 2208 Nucleònica              | 2208.05   | Acceleradors de partícules                                                    |
| 2208 Nucleònica              | 2208.06   | Detectors de partícules                                                       |
| 2208 Nucleònica              | 2208.07   | Física de partícules (vegeu 2212.02)                                          |
| 2208 Nucleònica              | 2208.08   | Fonts de partícules                                                           |
| 2208 Nucleònica              | 2208.09   | Confinament del plasma (vegeu 2240.10)                                        |
| 2208 Nucleònica              | 2208.99   | Altres (especifiqueu)                                                         |
| 2209 Òptica                  | 2209.01   | Espectroscòpia d'absorció (vegeu 2301.01)                                     |
| 2209 Òptica                  | 2209.02   | Cinematografia (vegeu 3325.03 i 6203.01)                                      |
| 2209 Òptica                  | 2209.03   | Colorimetria                                                                  |
| 2209 Òptica                  | 2209.04   | Espectroscòpia d'emissió (vegeu 2301.05)                                      |
| 2209 Òptica                  | 2209.05   | Fibres òptiques                                                               |
| 2209 Òptica                  | 2209.06   | Òptica geomètrica                                                             |
| 2209 Òptica                  | 2209.07   | Holografia                                                                    |
| 2209 Òptica                  | 2209.08   | Il·luminació (vegeu 3306.04)                                                  |
| 2209 Òptica                  | 2209.09   | Radiació infraroja (vegeu 2202.06)                                            |
| 2209 Òptica                  | 2209.10   | Làsers (vegeu 3307.07)                                                        |
| 2209 Òptica                  | 2209.11   | Llum (vegeu 2209.23 i 24)                                                     |
| 2209 Òptica                  | 2209.12   | Microscopis (vegeu 2301.12)                                                   |
| 2209 Òptica                  | 2209.13   | Òptica no lineal                                                              |
| 2209 Òptica                  | 2209.14   | Propietats òptiques dels sòlids (vegeu 2211.24)                               |
| 2209 Òptica                  | 2209.15   | Optometria                                                                    |
| 2209 Òptica                  | 2209.16   | Instruments fotogràfics (vegeu 3311.12)                                       |
| 2209 Òptica                  | 2209.17   | Fotografia (vegeu 6203.08)                                                    |
| 2209 Òptica                  | 2209.18   | Fotometria                                                                    |
| 2209 Òptica                  | 2209.19   | Òptica física                                                                 |
| 2209 Òptica                  | 2209.20   | Radiometria                                                                   |
| 2209 Òptica                  | 2209.21   | Espectroscòpia (vegeu 2301)                                                   |
| 2209 Òptica                  | 2209.22   | Radiació ultraviolada (vegeu 2202.06)                                         |
| 2209 Òptica                  | 2209.23   | Radiació visible (vegeu 2202.06, 2209.11, 2212.11)                            |
| 2209 Òptica                  | 2209.24   | Física de la visió (vegeu 2209.11 i 2411.15)                                  |
| 2209 Òptica                  | 2209.90   | Tractament digital d'imatges                                                  |
| 2209 Òptica                  | 2209.99   | Altres (especifiqueu)                                                         |
| 2210 Química Física          | 2210.01   | Catàlisi                                                                      |
| 2210 Química Física          | 2210.01-1 | Estructura i reactivitat de catalitzadors sòlids                              |
| 2210 Química Física          | 2210.02   | Equilibri químic i de fase                                                    |
| 2210 Química Física          | 2210.03   | Cinètica química                                                              |
| 2210 Química Física          | 2210.04   | Química de col·loides (vegeu 2204.01)                                         |
| 2210 Química Física          | 2210.05   | Electroquímica (vegeu 3303.09, 3315.03 i 3316.04)                             |
| 2210 Química Física          | 2210.06   | Electròlits                                                                   |
| 2210 Química Física          | 2210.07   | Espectroscòpia electrònica                                                    |
| 2210 Química Física          | 2210.08   | Emulsionespia electrònica (vegeu 2203)                                        |
| 2210 Química Física          | 2210.09   | Transferència d'energia                                                       |
| 2210 Química Física          | 2210.10   | Reaccions ràpides i explosius                                                 |
| 2210 Química Física          | 2210.11   | Flames (vegeu 3303.06)                                                        |
| 2210 Química Física          | 2210.12   | Teoria de les cèl·lules de combustible                                        |
| 2210 Química Física          | 2210.13   | Sals foses                                                                    |
| 2210 Química Física          | 2210.14   | Física de la fase gasosa                                                      |
| 2210 Química Física          | 2210.15   | Química de les altes temperatures (vegeu 2204.06 i 2213.04)                   |
| 2210 Química Física          | 2210.16   | Química d'interfases                                                          |
| 2210 Química Física          | 2210.17   | Intercanvi iònic                                                              |
| 2210 Química Física          | 2210.18   | Física de l'estat líquid (vegeu 2204.08)                                      |
| 2210 Química Física          | 2210.19   | Fenòmens de membrana                                                          |
| 2210 Química Física          | 2210.20   | Espectroscòpia molecular                                                      |
| 2210 Química Física          | 2210.21   | Equilibri de fases                                                            |
| 2210 Química Física          | 2210.22   | Fotoquímica                                                                   |
| 2210 Química Física          | 2210.23   | Teoria quàntica (vegeu 2212.12)                                               |
| 2210 Química Física          | 2210.24   | Radioquímica                                                                  |
| 2210 Química Física          | 2210.25   | Processos de relaxació                                                        |
| 2210 Química Física          | 2210.26   | Fenòmens de dispersió                                                         |
| 2210 Química Física          | 2210.27   | Estats de la matèria                                                          |
| 2210 Química Física          | 2210.28   | Química de l'estat sòlid                                                      |
| 2210 Química Física          | 2210.28-1 | Preparació i caracterització de materials inorgànics                          |
| 2210 Química Física          | 2210.28-2 | Estructura electrònica i enllaços químics de sòlids                           |
| 2210 Química Física          | 2210.29   | Física de l'estat sòlid (vegeu 2211)                                          |
| 2210 Química Física          | 2210.30   | Solucions                                                                     |
| 2210 Química Física          | 2210.31   | Termoquímica                                                                  |
| 2210 Química Física          | 2210.32   | Termodinàmica                                                                 |
| 2210 Química Física          | 2210.33   | Fenòmens de transport                                                         |
| 2210 Química Física          | 2210.34   | Teoria de la valència                                                         |
| 2210 Química Física          | 2210.90   | Química física de polímers                                                    |
| 2210 Química Física          | 2210.91   | Química física: química de la fase gasosa                                     |
| 2210 Química Física          | 2210.93   | Cristall líquid                                                               |
| 2210 Química Física          | 2210.99   | Altres (especifiqueu)                                                         |
| 2211 Física de l'estat sòlid | 2211.01   | Aliatges                                                                      |
| 2211 Física de l'estat sòlid | 2211.02   | Materials composts                                                            |
| 2211 Física de l'estat sòlid | 2211.03   | Creixement de cristalls                                                       |
| 2211 Física de l'estat sòlid | 2211.04   | Cristal·lografia                                                              |
| 2211 Física de l'estat sòlid | 2211.05   | Estructura cristal·lina                                                       |
| 2211 Física de l'estat sòlid | 2211.06   | Dendrites                                                                     |
| 2211 Física de l'estat sòlid | 2211.07   | Dielèctrics                                                                   |
| 2211 Física de l'estat sòlid | 2211.08   | Difusió en sòlids                                                             |
| 2211 Física de l'estat sòlid | 2211.09   | Propietats dels portadors electrònics                                         |
| 2211 Física de l'estat sòlid | 2211.10   | Estats electrònics (vegeu 2203.05)                                            |
| 2211 Física de l'estat sòlid | 2211.11   | Propietats del transport d'electrons (vegeu 2203.06)                          |
| 2211 Física de l'estat sòlid | 2211.12   | Imperfeccions                                                                 |
| 2211 Física de l'estat sòlid | 2211.13   | Interacció de la radiació amb els sòlids                                      |
| 2211 Física de l'estat sòlid | 2211.14   | Interfases                                                                    |
| 2211 Física de l'estat sòlid | 2211.15   | Mecànica de xarxes                                                            |
| 2211 Física de l'estat sòlid | 2211.16   | Luminescència                                                                 |
| 2211 Física de l'estat sòlid | 2211.17   | Propietats magnètiques                                                        |
| 2211 Física de l'estat sòlid | 2211.18   | Ressonància magnètica                                                         |
| 2211 Física de l'estat sòlid | 2211.18-1 | Espectroscòpia EPR                                                            |
| 2211 Física de l'estat sòlid | 2211.19   | Propietats mecàniques                                                         |
| 2211 Física de l'estat sòlid | 2211.20   | Conductors metàl·lics                                                         |
| 2211 Física de l'estat sòlid | 2211.21   | Metal·lúrgia                                                                  |
| 2211 Física de l'estat sòlid | 2211.22   | Metal·lografia                                                                |
| 2211 Física de l'estat sòlid | 2211.23   | Estats no cristal·lins                                                        |
| 2211 Física de l'estat sòlid | 2211.24   | Propietats òptiques (vegeu 2209.14)                                           |
| 2211 Física de l'estat sòlid | 2211.25   | Semiconductors (vegeu 3307.14)                                                |
| 2211 Física de l'estat sòlid | 2211.26   | Dispositius d'estat sòlid (vegeu 3307.19)                                     |
| 2211 Física de l'estat sòlid | 2211.27   | Superconductors (vegeu 2202.11)                                               |
| 2211 Física de l'estat sòlid | 2211.28   | Superfícies                                                                   |
| 2211 Física de l'estat sòlid | 2211.29   | Propietats tèrmiques dels sòlids                                              |
| 2211 Física de l'estat sòlid | 2211.30   | Tribologia (vegeu 2205.05 i 3310.04)                                          |
| 2211 Física de l'estat sòlid | 2211.90   | Làmina prima                                                                  |
| 2211 Física de l'estat sòlid | 2211.91   | Espectroscòpia de sòlids                                                      |
| 2211 Física de l'estat sòlid | 2211.92   | Interacció d'electrons amb sòlids                                             |
| 2211 Física de l'estat sòlid | 2211.93   | Transaccions de fase en cristalls líquids                                     |
| 2211 Física de l'estat sòlid | 2211.94   | Materials piezoelèctrics                                                      |
| 2211 Física de l'estat sòlid | 2211.99   | Altres (especifiqueu)                                                         |
| 2212 Física teòrica          | 2212.01   | Camps electromagnètics                                                        |
| 2212 Física teòrica          | 2212.02   | Partícules elementals (vegeu 2208.07)                                         |
| 2212 Física teòrica          | 2212.03   | Energia (física)                                                              |
| 2212 Física teòrica          | 2212.04   | Camps                                                                         |
| 2212 Física teòrica          | 2212.05   | Gravitació (vegeu 2101.05 i 2507.02)                                          |
| 2212 Física teòrica          | 2212.06   | Camps gravitatoris                                                            |
| 2212 Física teòrica          | 2212.07   | Gravitons                                                                     |
| 2212 Física teòrica          | 2212.08   | Hadrons                                                                       |
| 2212 Física teòrica          | 2212.09   | Leptons                                                                       |
| 2212 Física teòrica          | 2212.10   | Massa                                                                         |
| 2212 Física teòrica          | 2212.11   | Fotons (vegeu 2209.23)                                                        |
| 2212 Física teòrica          | 2212.12   | Teoria quàntica de camps (vegeu 2210.23)                                      |
| 2212 Física teòrica          | 2212.13   | Radiació electromagnètica (vegeu 2202.04)                                     |
| 2212 Física teòrica          | 2212.14   | Teoria de la relativitat                                                      |
| 2212 Física teòrica          | 2212.99   | Altres (especifiqueu)                                                         |
| 2213 Termodinàmica           | 2213.01   | Canvis d'estat                                                                |
| 2213 Termodinàmica           | 2213.02   | Física de la transmissió del calor                                            |
| 2213 Termodinàmica           | 2213.03   | Altes pressions (vegeu 2204.06 i 2210.15)                                     |
| 2213 Termodinàmica           | 2213.04   | Altes temperatures (vegeu 2210.15)                                            |
| 2213 Termodinàmica           | 2213.05   | Teoria cinètica                                                               |
| 2213 Termodinàmica           | 2213.06   | Baixes temperatures (vegeu 3328.26)                                           |
| 2213 Termodinàmica           | 2213.07   | Canvi de fase                                                                 |
| 2213 Termodinàmica           | 2213.08   | Tècniques de mesura de la calor                                               |
| 2213 Termodinàmica           | 2213.09   | Equilibri termodinàmic                                                        |
| 2213 Termodinàmica           | 2213.10   | Relacions termodinàmiques                                                     |
| 2213 Termodinàmica           | 2213.11   | Fenòmens de transport                                                         |
| 2213 Termodinàmica           | 2213.99   | Altres (especifiqueu)                                                         |
| 2214 Unitats i constants     | 2214.01   | Constants físiques                                                            |
| 2214 Unitats i constants     | 2214.02   | Metrologia                                                                    |
| 2214 Unitats i constants     | 2214.03   | Patrons                                                                       |
| 2214 Unitats i constants     | 2214.04   | Calibratge d'unitats                                                          |
| 2214 Unitats i constants     | 2214.05   | Conversió d'unitats                                                           |
| 2214 Unitats i constants     | 2214.99   | Altres (especifiqueu)                                                         |
| 2299 Altres                  |           |                                                                               |